# Zele (Łebcz)
Zele – część wsi Łebcz w Polsce, położona w województwie pomorskim, w powiecie puckim, w gminie Puck. Wchodzi w skład sołectwa Łebcz. 
W latach 1975–1998 Zele położone były w województwie gdańskim.